# Erster Serbischer Aufstand

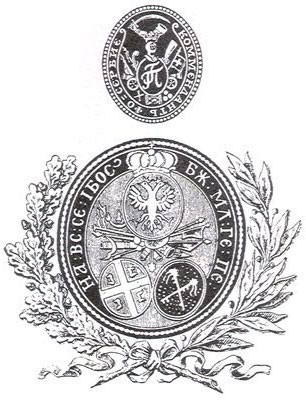
Siegel von Karađorđe im ersten serbischen Aufstand

Der Erste Serbische Aufstand (prvi srpski ustanak) von 1804 bis 1813 war die erste national- und sozialrevolutionäre Erhebung während der Serbischen Revolution, in deren Folge sich Serbien vollständig vom Osmanischen Reich emanzipierte und nachfolgend als Nationalstaat etablierte. Nach 300 Jahren osmanischer Hegemonie führten die Unabhängigkeitskriege im ersten und anschließenden Zweiten Serbischen Aufstand (Drugi srpski ustanak) 1815–1817, der ersten Phase der Serbischen Revolution, zur zweiten Phase (1815–1833), in der durch diplomatische Verhandlungen mit der Hohen Pforte die offizielle Anerkennung des souveränen serbischen Fürstentums folgte und somit die Serbische Revolution abschließend erfolgreich beendet wurde.
In der ersten Phase der Serbischen Revolution nahm die serbische Eigenstaatlichkeit durch Gründung des serbischen Fürstentums mit Bildung einer Regierung (Praviteljstvujušči sovjet serbski, deutsch etwa „Regierender Rat der Serben“), eines Parlaments, der Verabschiedung einer Konstitution, der Krönung eines Souveräns, sowie der Bildung eines Vorläufers der heutigen Universität Belgrad ihre ersten konkreten Konturen an. 
Äußerer Auslöser des ersten serbischen Aufstands war ein Massaker an 72 serbischen Knezen (Dorfältesten).

## Hintergrund

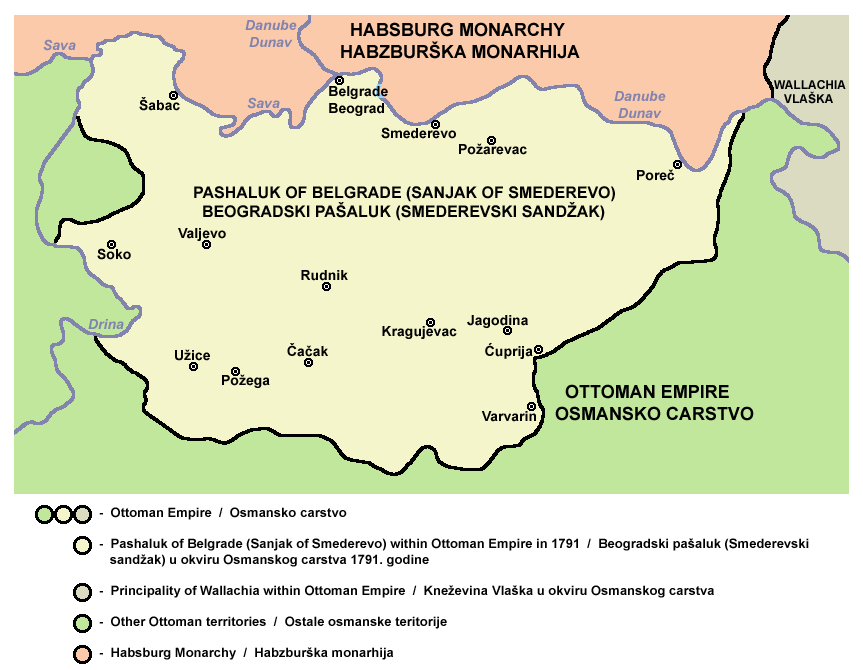
Sandschak Smederevo im Jahr 1791

Nach der Niederlage des Osmanischen Reiches im türkisch-österreichischen Krieg 1791 begannen die Serben, das Potenzial für einen Erfolg eines Aufstands gegen die Osmanen zu sehen. Sultan Selim III. gab zunächst aufgrund des wachsenden Unmuts unter der Bevölkerung den Serben mehr Rechte, wie z. B. die Freiheit des Handels und der Religion. Außerdem mussten die Janitscharen Belgrad verlassen.
Doch am 30. Januar 1799 erlaubte ein osmanisches Gericht den Janitscharen ihre Rückkehr. Sie und ihre Führer, die Ağas, und auch die osmanische Regierung zollten den lokalen Autoritäten nur wenig Respekt. Nach der Tötung des Wesirs Hacı Mustafa Pascha 1801 wurden die kurz zuvor erlassenen Gesetze ausgesetzt und die Ağas übten die Macht in Serbien voll aus. Die Steuern wurden drastisch erhöht, Land wurde beschlagnahmt, Zwangsarbeit (čitlučenje) wurde eingeführt, viele Bürger flohen aus Angst vor den Janitscharen.

## Beginn und Verlauf
Nachdem die Ağas herausfanden, dass serbische Führer einen Aufstand planten, nahmen sie die Anführer fest und töteten sie am 4. Februar 1804, heute bekannt als Seča knezova (Massaker an den serbischen Knezen). 

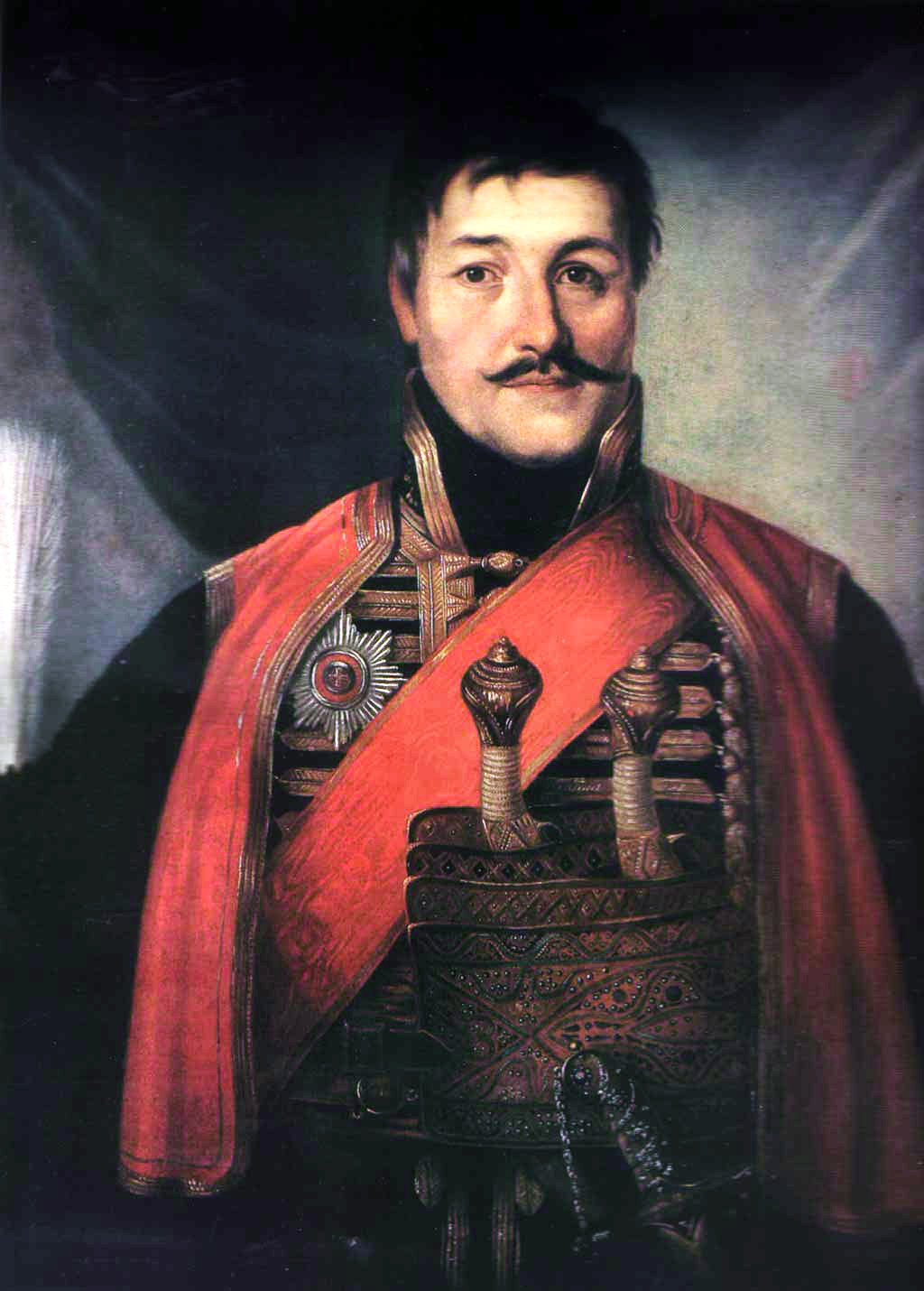
Đorđe Petrović Karađorđe

Am 14. Februar 1804 versammelten sich im kleinen Dorf Orašac in der Šumadija einige Serbenführer und beschlossen den Aufstand. Đorđe Petrović, genannt „Karađorđe“ (Schwarzer Đorđe), wurde als Führer des Aufstandes gewählt. Der Aufstand begann am Nachmittag mit dem Anzünden eines türkischen Gasthauses (Karawanserei) in Orašac, seine Bewohner flohen oder wurden getötet. Ähnliche Maßnahmen wurden auch in den umliegenden Dörfern unternommen. Bald darauf wurden die Städte Požarevac und Valjevo befreit und man begann mit der Belagerung Belgrads. 

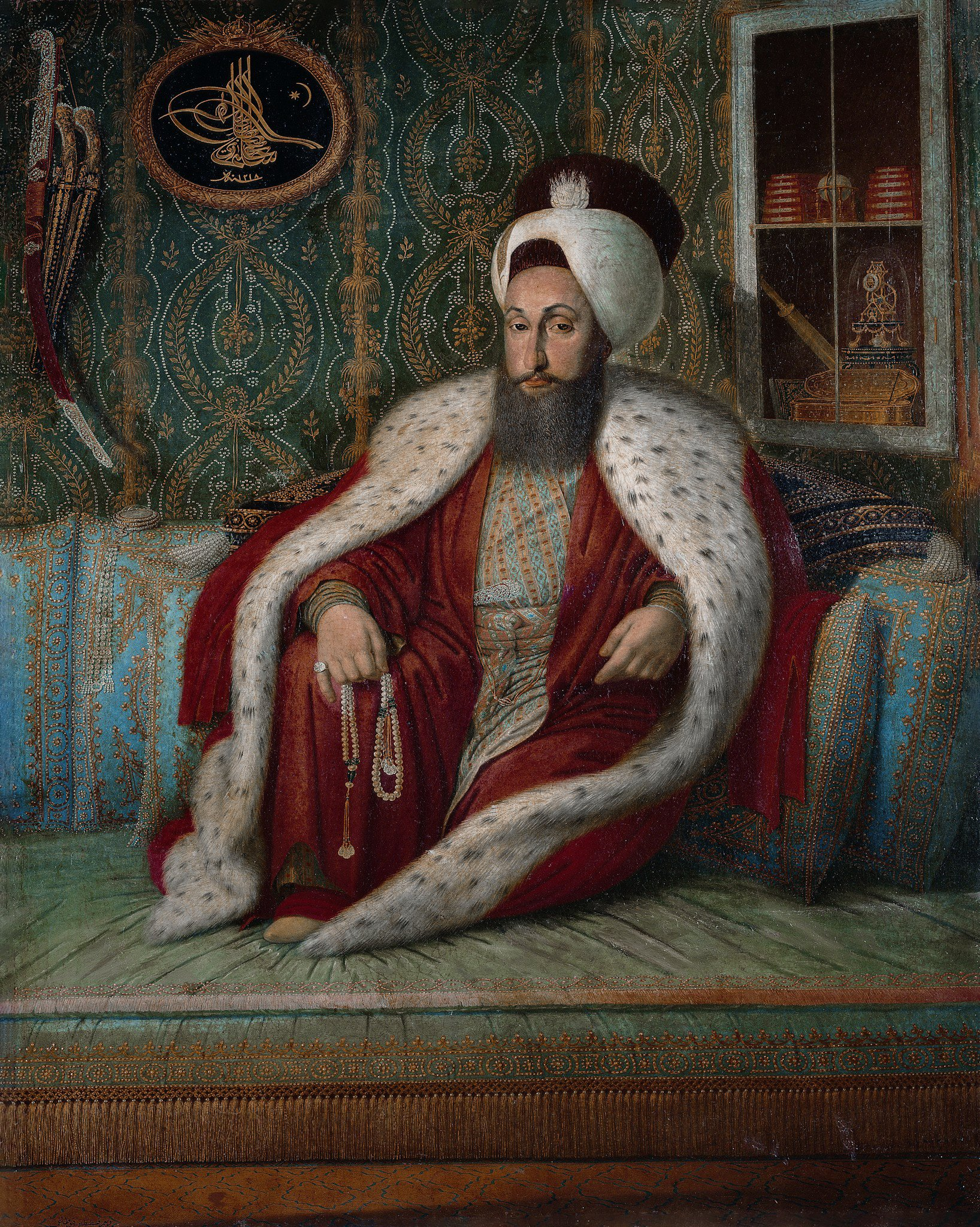
Selim III.

Als er über den Aufstand informiert wurde, begann Sultan Selim III. sofort mit den Verhandlungen mit den Rebellen, ohne ein Ergebnis zu erzielen. Der Aufstand hatte inzwischen das ganze Land erfasst. In Konstantinopel fürchtete man eine Ausweitung des Aufstandes auch auf andere besetzte Gebiete und entsandte den bosnischen Pascha Bećiru mit 3000 Mann nach Belgrad. Dieser hatte den Auftrag, die Ağas zu vertreiben. Sie wurden gefangen genommen und auf der Insel Ada Kaleh auf der Donau getötet. Der Pascha setzte 20 Serben als Fürsten ein, um den Forderungen der Aufständischen entgegenzukommen. Letztendlich scheiterten die Verhandlungen jedoch, und der Sultan begann mit einer militärischen Operation gegen den Aufstand.
Ab 1804 unterstützte der Gospodar der Moldau und Walachei, Konstantin Ypsilantis, die frühe Phase des Aufstands mit „Geld, Lebensmitteln und Waffen“. Darüber hinaus vermittelte er den serbischen Revolutionären die Unterstützung Russlands und plante ein autonomes „Dazien“ unter seiner Führung, das die Donaufürstentümer und Serbien umfassen sollte.
Die erste große Schlacht des Aufstandes war die Schlacht von Ivankovac 1805, in welcher Karađorđe die türkische Armee besiegte und sie zum Rückzug in Richtung Niš zwang. Die zweite große Schlacht war die Schlacht von Mišar 1806, in der die Rebellen unter Führung von Kapitän Kulin die osmanische Armee von Bosnien besiegten. Gleichzeitig besiegten Rebellen unter Führung von Petar Dobrnjac eine weitere Armee des Osmanischen Reiches und sie zogen von Südosten her in die Schlacht von Deligrad. Im Dezember 1806 wurde Belgrad von den Rebellen belagert, und Anfang 1807 befreit. Von 1805 an hatten die Aufständischen Hilfe aus Russland erhalten, welches sich mit den Osmanen im Krieg befand.

## Ergebnis

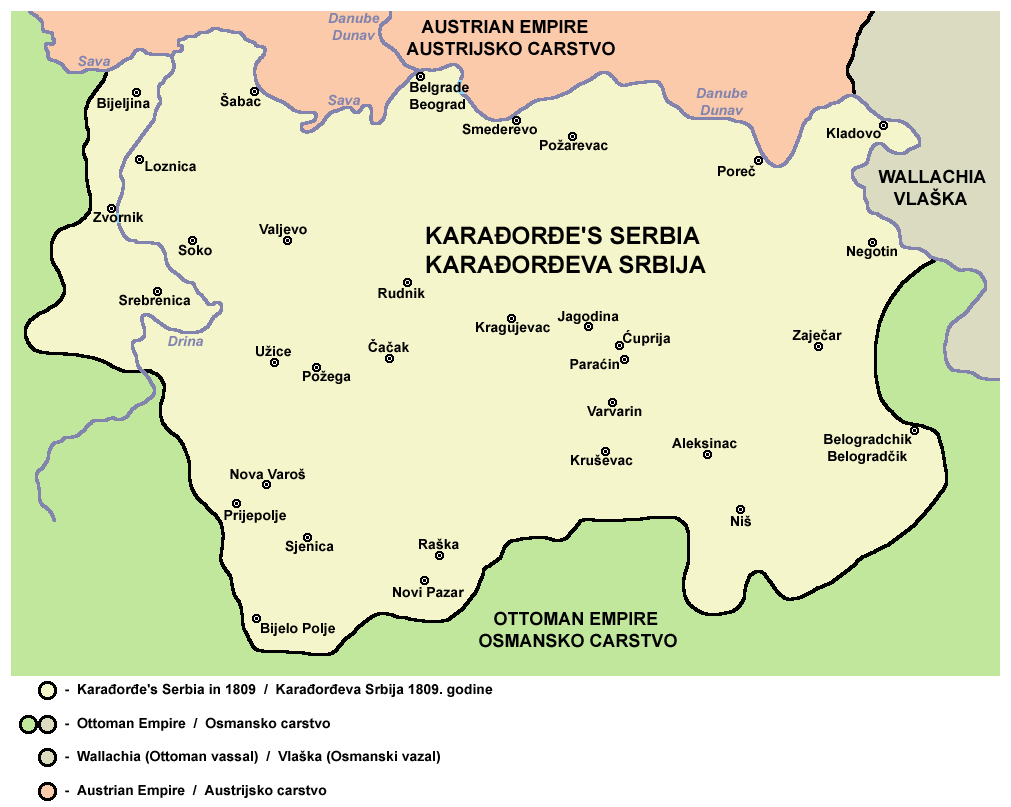
Serbien 1809, während des Ersten Serbischen Aufstandes

Serbien 1813, während des Ersten Serbischen Aufstandes

1805 organisierten die serbischen Rebellen eine provisorische Regierung während des Aufstandes. Das zuvor beschlagnahmte Land wurde zurückgegeben, die Zwangsarbeit wurde abgeschafft und die Steuern wurden gesenkt. Das Land wurde modernisiert und 1808 wurde in Belgrad die Große Schule gebaut, welche heute als Universität Belgrad bekannt ist. 
Einige Führer missbrauchten ihre Privilegien zur persönlichen Bereicherung, indem sie in einigen Orten wieder die Zwangsarbeit einführten. Es gab Streit zwischen Karađorđe und den anderen Führern. Er wollte die absolute Macht, während seine Wojwoden sie begrenzen wollten. 1813 nutzte das Osmanische Reich die Wirren nach dem russisch-türkischen Krieg (1806–1812), um Serbien zurückzuerobern.
Obwohl er letztlich erfolglos war, ebnete der Erste Serbische Aufstand den Weg für den Zweiten Serbischen Aufstand 1815, indem es schließlich gelang, dass die Osmanen Serbien eine umfassende Autonomie zugestanden.

## Schlachten
Die bekanntesten Schlachten bzw. die bekannteste Belagerung des ersten serbischen Aufstandes waren:
- Schlacht von Ivankovac
- Schlacht von Mišar
- Belagerung von Belgrad
- Schlacht von Čegar

## Wichtige Personen
- Karađorđe
- Tanasko Rajić
- Ilija Birčanin
- Jakov Nenadović
- Mateja Nenadović
- Milenko Stojković
- Hajduk Veljko
- Petar Dobrnjac
- Stanoje Glavaš
- Vuk Stefanović Karadžić

- Ağas:
  - Aganlija
  - Kucuk-Alija
  - Mula Jusuf
  - Mehmed-Aga
  - Mus-Aga